# أليس في بلاد العجائب
مغامرات أليس في بلاد العجائب (تختصر عادة إلى أليس في بلاد العجائب)، هي رواية للأطفال كتبت سنة 1865 من قبل عالم الرياضيات الإنجليزي تشارلز لوتويدج دودسون تحت اسمه المستعار لويس كارول. تحكي عن فتاة تدعى أليس تسقط من خلال جحر أرنب إلى عالم خيالي تسكنها مخلوقات غريبة. تتلاعب الحكاية بالمنطق مما أعطاها شعبية دائمة عند الأطفال والبالغين على حد سواء. وهي تعتبر واحدة من أفضل الأمثلة على نوع الهراء الأدبي. سرد القصة وهيكلتها وشخصياتها كانت مؤثرًا جدًا في كل من الثقافة الشعبية والأدب، وخصوصا في مجال الخيال.
ترجمت الرواية إلى 174 لغة على الأقل من بينها اللغة العربية واليابانية. وصدرت عدة أعمال مبنية على أليس في بلاد العجائب منذ نشر الرواية والتي تضاعف عددها بعد أن أصبحت اليوم في الملكية العامة في جميع الدول.

## خلفية

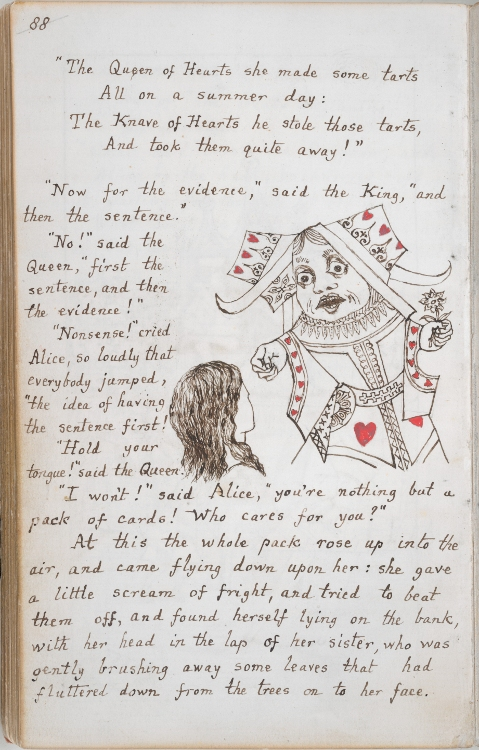
صفحة من النسخة الأصلية للمخطوطات الخاصة للرواية في عام 1864 محفوظة في المكتبة البريطانية

نشرت رواية أليس عام 1865، أي بعد ثلاث سنوات من رحلة تجديف بالقارب للويس كارول والقس «روبنسون داكويرث» في 4 يوليو 1862 مع بنات «هنري ليددل» الثلاثة (وهو نائب رئيس جامعة أكسفورد وعميد كنيسة المسيح): «لورينا شارلوت ليديل» بعمر 13 سنة، و«أليس ليدل بليزنس» بعمر 10 سنوات، و«إديث ماري ليديل» بعمر 8 سنوات.
خلال الرحلة، حكى لويس كارول للفتيات قصة عن فتاة صغيرة مصابة بالملل اسمها أليس والتي تذهب للبحث عن مغامرة. أحبت الفتيات ذلك، وسألت أليس ليددل دودجسون أن يدونها لها. بدأ كتابة مخطوطة القصة في اليوم التالي، على الرغم من أن هذا الإصدار لم يعد موجودا. أخذت الفتيات ودودجسون رحلة قارب أخرى بعد شهر أي وضع حبكة قصة أليس، وفي نوفمبر تشرين الثاني بدأ العمل على المخطوطة بشكل جدي.
لإضافة اللمسات الأخيرة، قال بالبحث في التاريخ الطبيعي للحيوانات الواردة في الكتاب، ومن ثم عرضه على مجموعة من الأطفال خصوصا أطفال جورج ماكدونالد. وأضاف له الرسوم التوضيحية ولكن اقترب من جون تينييل لتحضير الكتاب للنشر، وأخبره بأن القصة قد لقيت إعجابا من قبل الأطفال.
في 26 تشرين الثاني 1864، أعطى أليس مخطوطة مكتوبة بخط اليد لقصة مغامرات أليس تحت الأرض (بالإنجليزية: Alice's Adventures Under Ground)، مع رسوماته الخاصة، وقدمها على أنها «هدية عيد الميلاد لطفلة عزيزة في ذكرى يوم صيف».
ولكن قبل استلام أليس للنسخة، أعدّها لويس بالفعل للنشر ووسع القصة الأصلية ذات 15 ألف كلمة إلى 27 ألف كلمة، مضيفا بالأخص الأجزاء حول «القط شيشاير» و«حفل الشاي الجنوني».

## ملخص الرواية
سئمت أليس من طول الجلوس بجوار أختها، ثم رأت أرنبا يجري أمامها فلفت انتباهها أنه أخرج ساعة من جيبه وهرع مسرعا يركض فأخذت تركض وراءه فرأته يدخل في جحر فدخلت ورائه. عبر هذا الجحر دخلت عالما غريبا يدعى بلاد العجائب حيث انتظرتها الكثير من المغامرات والمواقف الغريبة.

## الإستقبال
فشل كتاب أليس في بلاد العجائب في أن يُختار في استطلاع 1888 لقصص الأطفال الأكثر شعبية. عموما، لقيت الرواية ملاحظات ضعيفة من قبل النقاد، كما أنهم أعطوا مديحا كبيرا لرسومات «تينيل» أكثر من قصة كارول نفسها. عند نشر عبر المرآة، اكتسبت الرواية الأولى شعبية، وبحلول نهاية القرن التاسع عشر، السير «والتر بيسانت» كتب بأن «أليس في بلاد العجائب» هو كتاب من الأنواع النادرة للغاية والذي سوف تنتمي إلى جميع الأجيال القادمة حتى تصبح اللغة قديمة مهجورة.

## روابط خارجية
- أليس في بلاد العجائب على موقع الموسوعة البريطانية (الإنجليزية)